# Tool (muzička grupa)
Tul (engl. Tool) je američki progresivni metal sastav formiran 1990. u Los Anđelesu, Kalifornija. Početni sastav činili su bubnjar Deni Keri, gitarista Adam Džons i pevač Mejnard Džejms Kinan. Od 1995. Džastin Čenselor je basista benda, menjajući na toj poziciji originalnog basistu Pola D'Amora. Tul je osvojio tri Gremi nagrade, imao više svetskih turneja, a njihovi albumi su bili na vrhu top-lista u nekoliko zemalja.
Bend se pojavio sa hevi metal zvukom na njihovom prvom studio albumu, Undertow (1993), a kasnije su postali dominantan nastup u pokretu alternativnog metala sa svojim drugim albumom Ænima, 1996. godine. Njihovi napori da ujedine muzičko eksperimentisanje, vizuelnu umetnost, i poruku lične evolucije nastavljeni su sa albumom Lateralus (2001) i albumom 10,000 Days (2006), objebjeđujući bendu odobravanje od strane kritičara i komercijalni uspjeh širom sveta.
Zbog uključivanja vizuelnih umetnosti i veoma drugih i kompleksnih izdanja, bend se generalno opisuje kao nastup koji prevazilazi više stilova i kao dio progresivnog roka, psihodeličnog roka i art roka. Veza benda sa današnjom muzičkom industrijom je ambivalentna, povremeno obeležena cenzurom i insistiranjem benda na privatnosti.

## Članovi
| Sadašnji članovi - Mejnard Džejms Kinan — vokal (1990—danas) - Deni Keri — bubnjevi, perkusije (1990—danas) - Džastin Čenselor — bas (1995—danas) - Adam Džouns — gitara (1990—danas) | Bivši članovi - Pol D'Amor — bas (1990—1995) |

## Zvuk
Muzika grupe se opisuje kao progresivni rok, art rok, alternativni metal i progresivni metal.

## Diskografija

### Studijski albumi
- (1993)
- (1996)
- (2001)
- (2006)
- (2019)

### Ostalo
- (1991)
- (1992)
- (2000)

### Singlovi
- (1993)
- (1994)
- (1996)
- (1997)
- (1997)
- (1998)
- (2001)
- (2001)
- (2002)
- (2006)
- (2006)
- (2007)

## Galerija
- Nastup u gradu Katovice, 2006.
- Tul na festivalu u Danskoj 2006. godine
- Tokom nastupa u Parizu 2006. godine

## Spoljašnje veze
- Zvanični veb-sajt